# La Dimensión Latina en Nueva York
Dimensión Latina en Nueva York o Dimensión Latina 76½ es el séptimo disco de la agrupación venezolana Dimensión Latina. Fue editado en 1976 por la disquera Top Hits en formato larga duración de vinilo a 33⅓ RPM. A pesar del título y la portada este es un álbum de estudio. No es un álbum en vivo ni fue grabado en Nueva York; solo se refiere al hecho de que la banda se había dado a conocer en esa ciudad. Este fue el último disco de la Dimensión Latina en el que intervino Oscar D'León, quien fue sustituido por Argenis Carruyo cuando D'León decidió iniciar su carrera en solitario. Se popularizaron los siguientes temas "Divina Niña","Don Casimiro" y "Mi Sufrimiento"

## Canciones
Lado A
1. «Don Casimiro» (Manuel Monterrey) Canta: Oscar (3:30)
2. «Divina Niña» (Manuel Ángel) Edimex-Tauro Canta: Oscar y Wladimir (4:16)
3. «José» (José "Pepé" Delgado) Canta: Oscar y Wladimir (3:33)
4. «Tiene coimbre» (Mario Luis Hernández) Canta: Oscar y Wladimir (3:15)
5. «Baho Kende» (Alberto Zayas) Canta: Oscar D’León (3:15)

Lado B
1. «Mi sufrimiento» (Emanuel Vizcarrondo) Canta: Oscar y Wladimir (3:35)
2. «Dulce cantar» (Cesar Augusto Anuel Morales) Canta: Oscar D’León (3:15) EDIM-Unimúsica
3. «Sin ti» (Rafael González) Canta: Wladimir Lozano (3:05)
4. «Juancito Trucupey» (Luis Kalaff) Canta: Oscar D’León (4:13) EMMI
5. «Pensando» (Oscar D’León) Instrumental (4:05) EDIM-Unimúsica

## Créditos (alfabético)
Músicos
- Carlos Guerra Jr: 3.er trombón
- César Monje: 1.er trombón, coros
- Elio Pacheco: Congas
- Jesús Narváez: Piano
- José Antonio Rojas: 2.º trombón, coros
- José Rodríguez: Timbales, bongo
- Oscar D’León: Bajo, coros y voz
- Wladimir Lozano: Voz, güiro, coros, maracas

Producción
- Arreglos: Oscar D’León, César Monge
- Arte: Tomas Jimenes
- Dirección y producción musical: Víctor Mendoza
- Fotografía: Luis. E. García
- Grabado en Estudio Intersonido C.A.
- Técnicos de grabación: Armando Benavides, Rafael Estrella, A. Abril

- Datos: Q5963186